# Dorymyrmex confusus
Dorymyrmex confusus är en myrart som beskrevs av Kusnezov 1952. Dorymyrmex confusus ingår i släktet Dorymyrmex och familjen myror. Inga underarter finns listade i Catalogue of Life.